# Nuquí
Nuquí est une municipalité littorale située dans le département de Chocó, en Colombie.
Elle s'étend entièrement sur la côte ouest, sur l'océan Pacifique, étant bordée par le golfe de Tribugá.